# Hirschgründlein
Hirschgründlein (oberfränkisch: Hiaschgrindla) ist ein Gemeindeteil der Gemeinde Neudrossenfeld im Landkreis Kulmbach (Oberfranken, Bayern). Hirschgründlein liegt in der Gemarkung Muckenreuth.

## Geographie
Die Einöde liegt in unmittelbarer Nachbarschaft zum Hörethshof an einer kleinen Erhebung (361 m ü. NHN), die westlich ins Tal des Rottelbachs, einem linken des Roten Mains, abfällt. Ein Anliegerweg führt unmittelbar östlich zu einer Gemeindeverbindungsstraße, die nach Muckenreuth zur Staatsstraße 2189 (0,8 km nördlich) bzw. nach Sorg verläuft (0,6 km südlich).

## Geschichte
Der Ort wurde 1682 als „Hirschgründlein“ erstmals urkundlich erwähnt. Dem Ortsnamen liegt eine Flurbezeichnung zugrunde, die auf ein von Hirschen aufgesuchtes Gebiet verweist.
Von 1797 bis 1810 unterstand der Ort dem Justiz- und Kammeramt Bayreuth. Mit dem Gemeindeedikt wurde Hirschgründlein dem 1811 gebildeten Steuerdistrikt Altenplos und der 1812 gebildeten gleichnamigen Ruralgemeinde zugewiesen. Mit dem Zweiten Gemeindeedikt (1818) wurde der Ort an die neu gebildete Ruralgemeinde Muckenreuth überwiesen. Am 1. Juli 1972 wurde Hirschgründlein im Zuge der Gebietsreform in Bayern nach Neudrossenfeld eingegliedert.

### Einwohnerentwicklung
| Jahr      | 001818 | 001861 | 001871 | 001885 | 001900 | 001925 | 001950 | 001961 | 001970 | 001987 |
| Einwohner | *      | 7      | 10     | 6      | 8      | 10     | 7      | 7      | 5      | 6      |
| Häuser    | *      |        |        | 1      | 1      | 1      | 1      | 1      |        | 1      |
| Quelle    | [ 7 ]  | [ 10 ] | [ 11 ] | [ 12 ] | [ 13 ] | [ 14 ] | [ 15 ] | [ 16 ] | [ 17 ] | [ 1 ]  |

## Religion
Hirschgründlein ist evangelisch-lutherisch geprägt und nach Neudrossenfeld gepfarrt.